# Pere Alba i Marquès
Pere Alba i Marquès fou un governador polític català del ducat de Cardona, encarregat d'enviar al front els joves voluntaris de la formació paramilitar del sometent, durant el setge del Castell de Cardona, del 1711 al 1714. Durant el Setge de Cardona va fer costat al governador Manuel Desvalls, que feia feines de coordinació, relegat pel general comte d'Eck (alemany) que en va ser el màxim responsable de la plaça a nivell militar. En Josep de Rúbies va ser el seu tresorer.